# 신상우 (1976년)
신상우(申相又, 1976년 3월 10일 ~ )는 대한민국의 전직 축구 선수이자 현 축구 지도자로 현재 대한민국 여자 축구 국가대표팀의 사령탑으로 재직 중이다. 현역 시절 포지션은 수비수이다.